# Георг фон Плеттенберг
Граф Георг Гунольд Клеменс Антоніус Губертус Іда Марія фон Плеттенберг (нім. Georg Hunold Clemens Antonius Hubertus Ida Maria Graf von Plettenberg; 11 липня 1918, Штайнфурт — 29 липня 1980, Дортмунд) — німецький офіцер, майор вермахту (1 січня 1945), оберст бундесверу. Кавалер Лицарського хреста Залізного хреста з дубовим листям.

## Біографія
1 листопада 1937 року вступив у 15-й кінний полк. При мобілізації у серпні 1939 року призначений командиром кінного взводу 16-го розвідувального батальйону. Учасник Французької кампанії та Німецько-радянської війни. В 1942 році переведений в штаб 16-ї танкової дивізії, а потім був призначений командиром 5-ї роти 16-го мотоциклетного батальйону. Восени 1942 року тяжко поранений. У квітні 1943 року повернувся до свого батальйону, який знаходився в Італії, з серпня 1943 року — командир 4-ї роти. З листопада 1943 року воював на Сході. З червня 1944 року — командир 4-го важкого кавалерійського дивізіону 4-ї кавалерійської бригади. Відзначився у боях під Будапештом. З 1956 року служив у бундесвері. 30 вересня 1974 року вийшов у відставку. Помер у лікарні.

## Нагороди
- Залізний хрест
  - 2-го класу (4 червня 1940)
  - 1-го класу (13 липня 1942)
- Медаль «За зимову кампанію на Сході 1941/42»
- Нагрудний знак «За поранення» в сріблі
- Нагрудний знак ближнього бою в сріблі
- Лицарський хрест Залізного хреста з дубовим листям
  - лицарський хрест (12 серпня 1944)
  - дубове листя (№730; 5 лютого 1945)